# Парламентские выборы в Иране (2020)
Парламентские выборы 2020 года в Иране состоялись 21 февраля (1-й тур) и 17 апреля (2-й тур), через четыре года после предыдущих выборов в Исламский консультативный совет в 2016 году. В первом туре победу одержали принципалисты (консерваторы).

## Избирательная система
Однопалатный парламент Ирана — Исламский консультативный совет — состоит из 290 депутатов, из которых 285 избираются всеобщим прямым голосованием в 196 одномандатных и многомандатных округах, и пяти мест, отведённых для национальных и религиозных меньшинств (зороастрийцев, евреев, ассирийских и халдейских христиан и армян. В одномандатных избирательных округах кандидаты должны получить не менее 25 % голосов в первом туре; в тех случаях, когда ни один из кандидатов не преодолел этот порог, проводится второй тур между двумя лидерами. многомандатных избирательных округах избиратели имеют столько голосов, сколько есть мандатов; победителями считаются кандидаты, набравшие не менее 25 % голосов, если после первого тура не все места заполнены, проводится второй тур.
Избирателями должны быть гражданами Ирана не младше 18 лет, не объявленные безумными.

### Требования
Согласно иранскому законодательству, для того, чтобы претендовать на звание кандидата, необходимо:
- Быть гражданином Ирана;
- Быть сторонником Исламской Республики, обещая соблюдать конституцию;
- Быть практикующим мусульманином (если только кандидат не является представителем религиозных меньшинств);
- Не иметь «плохой репутации»;
- Обладать достаточной грамотностью и физическом благополучием

Кандидат будет дисквалифицирован, если он/она будет признан психически неполноценным, активно поддерживал шаха или политические партии и организации, признанные незаконными или обвинённые в антиправительственной деятельности, отказавшиеся от ислама; был признан виновным в коррупции, государственной измене, мошенничестве, взяточничестве, является наркоманом или торговцем людьми или был признан виновным в нарушении законов шариата. Также кандидаты должны быть грамотными; не играли роль в правительстве до 1979 года, не были крупными землевладельцами, наркоманами и не имели судимости за антигосударственные действия или отступничество. Запрещено баллотироваться в парламент министрам, членам Совета стражей и Высшего судебного совета, а также главе Административного суда, главе Генеральной инспекции, некоторым государственным служащим и религиозным лидерам, а также всем любым военнослужащим.

## Предыстория
В 2013 году кандидат реформистских сил Хасан Рухани одержал победу на президентских выборах, обещая открытость внешнему миру и реформы, а также уладить спор с Западом из-за ядерной программы Ирана и добиться отмены экономических санкций, не дающих развиваться стране. Так началась «персидская перестройка». Реформистам не удалось добиться выполнения предвыборной программы. Односторонний выход США из ядерного соглашения и провал попыток Европы помешать этому, привели к сохранению американский санкций. Противодействие со стороны принципалистов (консерваторов) и клерикального истеблишмента во главе с Высшим руководителем Ирана аятоллой Хаменеи, в чьих руках находится контроль за судебной властью и специально созданными органами власти, такими как Совет стражей конституции, заблокировало попытки реформистского правительства провести реформы. Усугубила ситуацию волна массовых протестов против повышения цен на бензин, начавшаяся в ноябре прошлого года и прокатившаяся по всей стране. Протесты были подавлены с невиданной ранее жестокостью.

## Регистрация кандидатов
В общей сложности 16 145 человек подали заявки на участие в выборах и были проверены Советом стражей, из них 8997 (56 %) были дисквалифицированы. К выборам не были допущены, в том числе, 75 % депутатов прежнего созыва, которые снова подали заявки на избрание. В результате выборы считались соревнованием между консерваторами, такими как бывший мэр Тегерана Мохаммад-Багер Галибаф, который описывает себя как «технократа», и ультраконсерваторов, выступавших против ядерной сделки. Реформисты были охарактеризованы как не имеющие компромисса в отношении своей стратегии.

## Предвыборная кампания
Сторонники «жёсткой линии» сделали всё возможное, чтобы исключить повторение победы реформистов на выборах в Меджлис 2016 года. Совет стражей конституции недопустил к выборам многих кандидатов от реформаторов и умеренных консерваторов. Всего, из 16 тысяч человек, выдвинувших свои кандидатуры, было допущено только чуть больше 7 тысяч, то есть меньше 45 %.
27 января 2020 года Махмуд Садеги, член иранского парламента от реформистов и кандидат на выборх 2020 года, объявил в Твиттере, что посредники попросили у него до 300 000 долларов за то, чтобы он прошёл проверку Совета стражей.
2 февраля 2020 года иранское информационное агентство ILNA процитировало Али Хашеми, бывшего главы иранского Агентства по контролю над наркотиками, заявившего, что один из крупных наркоторговцев потратил много «грязных денег», чтобы добиться избрания в парламент. В некоторых небольших городах, заявил Хашеми, места в парламенте можно купить примерно за 300 000 долларов США.
Иранская оппозиция призвала своих сторонников не голосовать на выборах, призвав их вместо этого работать над свержением режима. Известная правозащитница Наргес Мохаммади обратилась к избирателям из тюрьмы «Эвин» с призывом бойкотировать выборы.
В ходе опроса, проведённого иранским агентством ISPA, более 44 % респондентов по всей провинции Тегеран заявили, что они определённо не примут участие в выборах, и только 21 % заявили, что определённо примут.

## Участники выборов
| Группировка   | Список                                       | Партии                                                          |  |
| ------------- | -------------------------------------------- | --------------------------------------------------------------- |  |
| Принципалисты | Коалиционный совет сил Исламской Революции   | Прогрессивный и справедливый народ исламского Ирана             |  |
| Принципалисты | Коалиционный совет сил Исламской Революции   | Общество приверженцев Исламской Революции                       |  |
| Принципалисты | Коалиционный совет сил Исламской Революции   | Общество приверженцев пути Исламской Революции                  |  |
| Принципалисты | Коалиционный совет сил Исламской Революции   | Исламская коалиционная партия                                   |  |
| Принципалисты | Коалиционный совет сил Исламской Революции   | Партия развития и справедливости                                |  |
| Принципалисты | Коалиционный совет сил Исламской Революции   | Общество ветеранов исламской революции                          |  |
| Принципалисты | Народная коалиция                            |                                                                 |  |
| Принципалисты | Фронт устойчивости Исламской революции       |                                                                 |  |
| Принципалисты | «Искатели правосудия»                        |                                                                 |  |
| Принципалисты | «Экономика и средства к существованию людей» |                                                                 |  |
| Реформисты    | «Друзья Хашеми»                              | Лидеры строящегося Ирана                                        |  |
| Реформисты    | «Друзья Хашеми»                              | Партия умеренности и развития                                   |  |
| Реформисты    | Коалиция восьми реформистских партий         | Демократическая партия (Иран)                                   |  |
| Реформисты    | Коалиция восьми реформистских партий         | «Дом рабочих (Иран)»                                            |  |
| Реформисты    | Коалиция восьми реформистских партий         | Исламская рабочая партия                                        |  |
| Реформисты    | Коалиция восьми реформистских партий         | Партия солидарности Исламского Ирана                            |  |
| Реформисты    | Коалиция восьми реформистских партий         | Исламская ассоциация иранских учителей                          |  |
| Реформисты    | Коалиция восьми реформистских партий         | Ассамблея педагогов Исламского Ирана                            |  |
| Реформисты    | Коалиция восьми реформистских партий         | Партия национального единства и сотрудничества Исламского Ирана |  |
| Реформисты    | Коалиция восьми реформистских партий         | Партия свободы                                                  |  |

## Результаты
Принципалисты (также известные как сторонники «жёсткой линии» или консерваторы) одержали крупную победу уже в первом туре. По предварительным данным, они получили 191 место, реформисты — 16 мест, 34 места заняли независимые. Судьба оставшихся вакантными 49 мандатов, будет определена во втором туре выборов.
Новым спикером иранского парламента, скорее всего, станет бывший мэр Тегерана и бывший начальник полиции Мохаммад-Багер Галибаф, который заменит умеренного консерватора Али Лариджани. По предварительным оценкам, более 220 из 290 мест будут занимать сторонники «жёсткой линии». Причины крупной победы консервативных сил: неудовлетворительная внутренняя экономическая ситуация, выход США из ядерного соглашения и последующее повторное введение санкций США (также частично способствующих ухудшению экономической ситуации), отсутствие у реформистов единой стратегии и небольшое количество кандидатов-реформистов из-за дисквалификации со стороны Совета стражей, разочарование общественности в результате протестов 2019—2020 годов и падения украинского авиалайнера, а также отсутствие прозрачности в правительстве и недавнем убийстве генерала Касема Сулеймани. Явка, по оценкам, была самой низкой со времен революции 1979 года, в стране она составляла лишь немногим более 42 %. Явка в городах, которые ранее помогли реформистам победить в 2016 году, упала до 25 %.